# Occhiaia
Per occhiaia, o più usato al plurale occhiaie, si intende la zona sotto gli occhi quando assume un colorito più scuro e bluastro. Lo scurimento dell'area periorbitale può essere dovuto a diversi cromofori cutanei. Il fenomeno si assume normalmente come simmetrico, cioè su entrambi gli occhi.

## Descrizione
Il cromoforo può essere l'emoglobina con i suoi prodotti di degradazione (emosiderina, meta-emoglobina, ematina, ematoidina/bilirubina). In questo caso il colore delle occhiaie può passare dal blu/viola al giallo. Sono occhiaie tendenzialmente temporanee che possono anche scomparire da sole in breve tempo. Spesso sono visibili al mattino dopo essere stati coricati. Oltre che per il colore, si possono distinguere per i bordi più marcati, netti, meno sfumati..
La maggiore visibilità dei cromofori ematici e della eventuale vasodilatazione dei capillari può essere correlata al minor spessore della palpebra inferiore, in particolare alla riduzione degli strati lipidici. La palpebra inferiore risulta così più trasparente.
Il cromoforo può anche essere la melanina, abbiamo una ipermelanosi perorbitale tendenzialmente marron/nera.
La melanina è la principale responsabile di aloni e cerchi persistenti soprattutto in pelli asiatiche, indiane ma anche mediterranee.
Oltre che per il colore, la componente melaninica dello scurimento può distinguersi per i bordi più sfumati.
Nonostante molte ricerche la distinzione tra occhiaie connesse a stasi vascolare e quelle dipendenti da ipermelanizzazione non è immediata. I due fenomeni possono anche essere contemporanei ed in qualche modo connessi.
Il fenomeno può essere associato e spesso confuso con il rilassamento e piega della palpebra inferiore, le cosiddette "borse", che oltre ad essere probabilmente connesse sia alla stasi vascolare, sia all'ipermelanosi, possono indurre un ulteriore oscuramento per l'ombra e diversa riflessione della luce incidente.

## Eziopatogenesi
Il fenomeno è complesso e multifattoriale. Si manifesta in modo diverso con cause e concause diverse.

### Genetica
Alcuni studi avrebbero individuato una familiarità ed una predisposizione genetica.

### Anemia
Oltre alla eventuale stasi e permeabilità venosa, la maggiore visibilità dei cromofori ematici può essere associata ad anemie e carenze di ferro.

### Allergie, eczema
Le occhiaie possono essere associate ad allergie e dermatiti, si sospetta per la reazione frequente di sfregamento dell'area oculare di chi ne è soggetto. Le iperpigmentazioni postinfiammatorie associate possono sommarsi.

### Fatica, stress
Occhiaie, normalmente temporanee, possono manifestarsi in particolari condizioni di fatica e stress e malnutrizione.

## Trattamenti
Le occhiaie possono ricondursi ad un eccesso di derivati dell'emoglobina o ad un eccesso di melanina con cause molto diverse tra loro e ad un rilassamento o riduzione dello spessore della palpebra inferiore.
La zona del contorno occhi presenta una cute molto più sottile e permeabile rispetto al resto del viso, più reattiva e sensibile ai trattamenti.
Sono diffusi diversi trattamenti cosmetici e medicali oltre che una pletora di rimedi tradizionali.

### Trattamento del fattore vascolare
Attivi cosmetici o farmaceutici che agiscono come vasocostrittori e vasoprotettori sono spesso utilizzati. 
I rimedi tradizionali come l'applicazione di impacchi freddi, dormire con la testa rialzata, il riposo, sono un adeguato complemento per ridurre l'apparenza e l'insorgenza di occhiaie occasionali legate a fattori vascolari.

### Trattamento dell'ipermelanosi
Le occhiaie dovute all'ipermelanosi sono trattate come il melasma e le ipercromie cutanee. 
Spesso vengono utilizzati prodotti topici con attivi depigmentanti.
Sono consigliati sistemi di protezione solare in particolare creme con filtri solari.
Nonostante l'area particolarmente delicata sono praticati anche trattamenti laser contro l'iperpigmentazione.

### Trattamento delle borse sotto agli occhi
Rilassamento, piega e spessore della palpebra inferiore possono essere trattati chirurgicamente.
L'applicazione topica di cosmetici o farmaci che agiscono sui meccanismi proliferativi della pelle, compresi peeling chimici o con retinoidi, possono essere a complemento dei trattamenti topici per le problematiche vascolari o per l'ipermelanosi.

### Controindicazioni
L'applicazione di prodotti topici con finalità estetiche, ma anche di colliri per la terapia del glaucoma, basati su prostaglandine possono accentuare lo scurimento e la ptosi della palpebra.